# 塞亞 (瓜達區)
40°25′N 7°42′W / 40.417°N 7.700°W

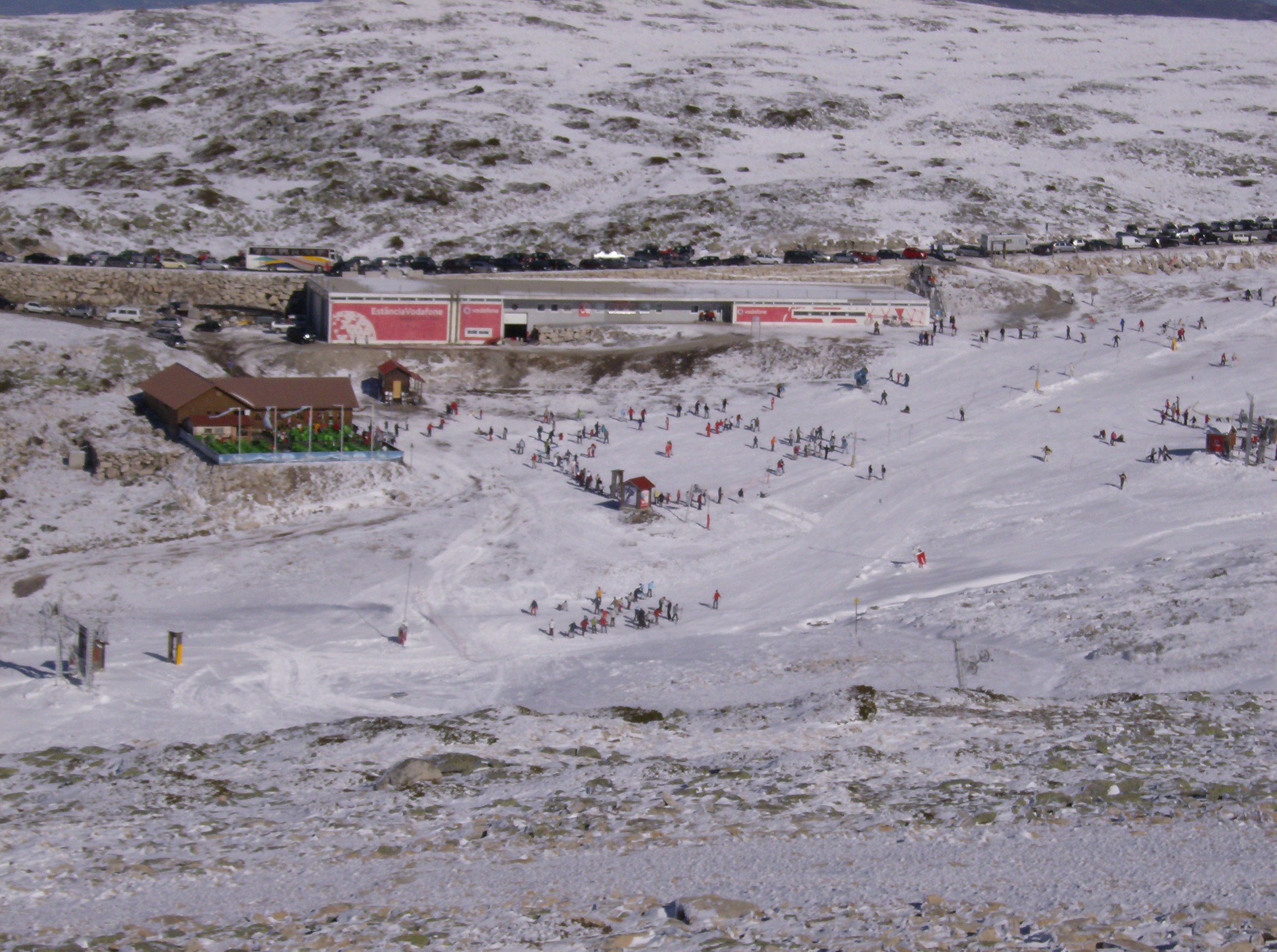

塞亞（葡萄牙語：Seia），是葡萄牙的城鎮，位於該國中北部，由瓜達區負責管轄，始建於1136年，面積435.69平方公里，2011年人口24,702，該城鎮人口密度每平方公里56.7人。